# Веллетри
Велле́три (итал. Velletri) — город в области Лацио, подчиняется административному центру Рим. Расположен у подножия горы Артемизио.
Население составляет 52 024 человека (на 2008 г.), плотность населения составляет 449 чел./км². Занимает площадь 113 км². 
Почтовый индекс — 00049. Телефонный код — 06.
Покровителями коммуны почитаются святой Климент, папа Римский, празднование 23 ноября, а также святые Анния и Геронтида.

## Велитры
Велитры (Velitrae) — один из важнейших городов вольсков, который при Анке Марции не уступал по значению Риму. Покорён римлянами в 494 г. до н. э. После этого жители не раз поднимались против Рима, чем доставляли республике немало хлопот. Аппиева дорога прошла в стороне от города, и он постепенно пришёл в упадок. Некоторые патрицианские семейства впоследствии выстроили здесь виллы. Среди них был и род Октавиев, к которому принадлежал Октавиан Август. Свои юные годы будущий император провёл в Велитрах.

## Новая эра
Античный город был разорён Аларихом. С 981 года — владение графов Тускулумских. В XIII веке приобрёл независимость и до 1589 года управлялся как вольная коммуна (одна из последних в Лации). 
В XVI веке был окружён мощными стенами, которые частично сохранились. 
В 1744 году под Веллетри произошла битва австрийцев с испанцами. 
Кардинал Стефано Борджиа открыл в Веллетри небольшой музей заморских древностей. 
19 мая 1849 года близ города состоялся ожесточённый бой между войсками Римской республики и армией Королевства обеих Сицилий и закончившееся победой республиканцев. 
В мае 1944 года при наступлении союзников старая часть города подверглась разрушению.

## Археология
Вилла Октавиев и другие патрицианские усадьбы представляют большой интерес для археологов. Среди прочих находок отсюда происходит статуя Афины Паллады, со времён Наполеона занимающая почётное место в экспозиции парижского Лувра.